# Zadni Chocz
 Zadni Chocz (słow. Zadný Choč, 1268 m) – szczyt w  Grupie Wielkiego Chocza  w słowackich  Górach Choczańskich. Znajduje się w krętym grzbiecie odbiegającym w kierunku południowo-zachodnim od Wielkiego Chocza (Veľký Choč, 1608 m) do przełęczy na Pośredniej Polanie (Stredná poľana}. W obrębie tej polany zmienia  kierunek na południowo-wschodni i poprzez wierzchołek 1310 m, Zadni Chocz i przełęcz Spuštiak biegnie do szczytu Kopa (1217 m).
Zadni Chocz  ma trzy niemal równe wierzchołki i jest całkowicie zalesiony. Jego północno-wschodnie stoki opadają do doliny potoku Turík, południowo-zachodnie w widły potoków Biely Breh i Choča. Jest w nich wiele wapiennych ścian i urwisk. Niemal cały rejon Zadniego Chocza znajduje się na obszarze ścisłego rezerwatu przyrody Choč. Grzbietem Zadniego Chocza biegnie szlak turystyczny.

## Szlaki turystyczne
Likavka – rozdroże Pod Smrekovom – Spuštiak – Polana Pośrednia